# Nicolás Vassallo
Nicolás Vassallo es un practicante de taekwondo italiano nacido en 1969. El obtuvo la medalla de oro en la European Martial arts Games y fue además representante de esta disciplina en los Juegos Olímpicos de Sídney 2000. En 2002 se retiró del deporte, luego de problemas médicos.
Luego de retirarse, empezó una carrera prominente en el negocio de las bienes raíces. Actualmente, cuenta con proyectos de desarrollo en Santa Giulia,Torino. El 3 de octubre de 2007, subastó la medalla de oro obtenida en las European Martial Arts Games a través de Ebay para financiar la construcción de "il Colosseo Centrale di Taekwondo a Santa Giulia".
- Datos: Q6042589